# Suzanne Balk
Suzanne Carpenter (geboortenaam Balk) is een personage uit de soap Goede tijden, slechte tijden. Zij was een van de gezichten van het eerste uur. Ingeborg Wieten speelde de rol van Suzanne Balk van 3 oktober 1990 tot en met 2 maart 2000. Suzanne was twee keer gedurende een periode van 3 maanden, door zwangerschap, niet te zien in de soap. Suzanne ging tijdens haar eerste tijdelijke exit naar haar moeder en tijdens de tweede vertrok Suzanne naar Amerika.

## Geschiedenis

### 1990-1994
Bij Suzanne thuis zijn de omstandigheden niet optimaal. Haar vader is overleden en haar moeder is hertrouwd met de autoritaire en onbuigzame Rene Thomassen die het leven van Suzanne en haar zusje Adri domineert, hoewel hij het in essentie niet slecht bedoelt. Suzanne is dan ook jong als ze van school vertrekt en komt al snel in handen van Martine Hafkamp waar ze gaat werken als zogeheten 'call girl'. Als Suzanne een relatie krijgt met Peter Kelder zegt ze haar baan op ook in verband met de moordzaak omtrent Marc de Waal. Het kost haar moeite om los te komen van haar verleden en Peter kan dit ook maar moeilijk accepteren. Dit is ook de reden dat het vaker uit dan aan is tussen die twee. Dankzij Daniël kan ze een tijd herstellen in het buitenland en accepteert daarna een baan in de Public Relations van het Royal Prince Hotel. In deze hoedanigheid krijgt ze te maken met Frits van Houten die haar verkracht omdat ze hem afwijst. Frits die later tot bezinning kwam en niet wist wat hem bezielde, maakte zijn excuses en deed hierna nog weleens zaken met haar. Net als het weer wat beter gaat wordt ze enige tijd gegijzeld door een doorgedraaide buurman. Al deze ervaringen zorgen ervoor dat Suzanne letterlijk instort nadat ze werd aangereden door Jan-Henk Gerritse en zichzelf inbeeldt verlamd te zijn. Zodra ze hier over heen is besluit ze haar leven echt in eigen hand te nemen en begint samen met Daniël het modellenbureau "Flash". Peter en zij komen weer bij elkaar, maar nadat Suzanne zwanger blijkt te zijn escaleert een ruzie behoorlijk. Peter vertrekt uit Meerdijk en Suzanne besluit het kind te houden. Suzanne gaat weer tijdelijk bij haar moeder wonen, maar na de geboorte van Guusje komt Suzanne weer terug naar Meerdijk.

### 1994-1999
Terug in Meerdijk ontmoet Suzanne Arthur Peters. Suzanne komt zelfs regelmatig langs tijdens Arthurs radioshow, maar dit wordt haar echter door een Arthur-fan niet in dank afgenomen. De fan ontvoert Suzanne en wil haar ophangen in een theater. Arthur weet uiteindelijk Suzannes leven te redden en de twee starten samen een labiele relatie. De relatie is echter voor korte duur, wanneer blijkt dat Guusje ernstig ziek is. Suzanne roept de hulp in van een oude klant: Onno P. Wassenaar. Onno is bereid, in ruil voor seks, de operatie van Guusje te betalen. Ook Peter wordt op de hoogte gebracht van Guusjes bestaan en zijn ziekte. Peter keert voor korte duur terug om de hoornvliesoperatie voor Guusje te betalen.
Ondertussen is Suzanne nog steeds werkzaam bij AA&F (een fusie tussen Flash en Alberts&Alberts), dat inmiddels om is gedoopt naar in AA&V (Alberts, Alberts & Variety). Wanneer het slecht gaat met Daniël is Suzanne er voor hem en de twee blijken meer van elkaar te houden dan ze willen toegeven. Suzanne begint een relatie, maar ook deze relatie loopt uit op niets. Vlak hierna vertrekt Suzanne naar Amerika om Mathilde Carillo op te zoeken, waar ze de liefde van haar leven ontmoet. Ze komt in contact met de basketballer Rodney Carpenter. Suzanne keert nog eenmalig terug om in Meerdijk te trouwen en om vervolgens samen met Guusje en Rodney naar Amerika te verhuizen.

## Familiebetrekkingen
- Onbekend Balk (vader)
- Antoinette Balk (moeder)
- Rene Thomassen (stiefvader)
- Adrie Balk (zus)

### Kinderen
- Guusje Balk (zoon, met Peter Kelder)